# ギー・フォルジェ
ギー・フォルジェ（Guy Forget, 1965年1月4日 - ）は、フランスの元男子プロテニス選手。モロッコ・カサブランカ出身。左利きの選手。自己最高ランキングはシングルス4位、ダブルス3位。ATPツアーでシングルス11勝、ダブルス28勝を挙げた。4大大会では、地元の全仏オープンで2度男子ダブルス準優勝がある。

## 来歴
フォルジェの家族は、祖父と父親もテニス選手という名門一家であった。1982年にプロ入りし、4大大会初出場となった全仏オープンでジミー・コナーズとの3回戦に進出する。2年後の1984年、フォルジェは男子テニス国別対抗戦・デビスカップのフランス代表選手に初選出された。1986年10月、フランス・トゥールーズ大会で男子ツアー大会のシングルス初優勝を達成。このトーナメントでは、かつて彼の祖父が1946年、父親が1966年に優勝したことがある。1987年の全仏オープンで、フォルジェは同じフランスのヤニック・ノアとペアを組んで男子ダブルス決勝に進出したが、アンダース・ヤリード（スウェーデン）&ロバート・セグソ（アメリカ）組に 7-6, 7-6, 3-6, 4-6, 2-6 の逆転で敗れ、地元大会のダブルス優勝を逃した。先にフォルジェ&ノア組が第1・第2セットのタイブレークを連取したが、その後相手ペアに3セットを連取されて逆転負けを喫した。
ギー・フォルジェは1991年にキャリアの最盛期を迎え、全豪オープンとウィンブルドンで初めてのベスト8に入ったが、両大会とも準々決勝でボリス・ベッカーに連敗する。この年、デビスカップのフランス・チームは1932年以来59年ぶりの優勝を達成し、フォルジェとアンリ・ルコントがフランス・チームをデ杯での復活優勝に導いた。11月29日-12月1日にかけて地元フランス・リヨンで開かれた「ワールドグループ」決勝戦で、フランスはアメリカを「3勝1敗」で破った。フォルジェはアンドレ・アガシとのシングルス第1試合を落としたが、第4試合でピート・サンプラスを 7-6, 3-6, 6-3, 6-4 で破り、この勝利でフランス・チームの優勝が決定した。 59年前の1932年は、かつてのフランス「四銃士」と呼ばれたアンリ・コシェ、ジャン・ボロトラ、ジャック・ブルニョンたちが活動した時代である。その後、フランスは団体戦で長期間の低迷期に陥り、ワールドグループの下にある「ヨーロッパ・ゾーン」から出られない時期もあった。それだけに、フォルジェとルコントがデ杯復活優勝を実現させたことは、フランスのテニス関係者を大いに盛り上げる出来事であった。
その後のフォルジェは、ウィンブルドンで1992年・1994年にベスト8、全豪オープンで1993年にベスト8進出があったが、4大大会の男子シングルスではベスト4以上に進むことができなかった。1996年の全仏オープンで、フォルジェはヤコブ・ラセク（スイス）とペアを組み、9年ぶり2度目の男子ダブルス決勝に進出する。2人はエフゲニー・カフェルニコフ（ロシア）&ダニエル・バチェク（チェコ）組に 2-6, 3-6 のストレートで敗れ、フォルジェはまたもや優勝を逃してしまう。1996年、フォルジェはデビスカップでフランス・チームを5年ぶりの優勝に導き、自らの競技生活で2度目のデ杯優勝を果たした。
フォルジェは優れたダブルス選手として、男子ツアー大会のダブルスで通算28勝を挙げたが、パートナーを組むことの多かった選手はヤニック・ノア、アンリ・ルコント、ボリス・ベッカー、ヤコブ・ラセクなどであった。1990年10月の「セイコー・スーパー・テニス」では、ラセクとのペアで日本のトーナメントに優勝したこともある。1997年、ギー・フォルジェは32歳で男子テニスツアーから引退した。
選手引退後のフォルジェは、1999年から2012年までデビスカップのフランス・チーム代表監督を務めた。